# مدرع عاري الذيل جنوبي
مدرع عاري الذيل جنوبي (الاسم العلمي: Cabassous unicinctus) (بالإنجليزية: Southern Naked-tailed Armadillo)‏ هو نوع من الحيوانات يتبع جنس المدرع العاري الذيل من فصيلة المدرعات المتدثرة وأشباهها.